# Ebro (veicoli)
La Ebro veicoli commerciali è stata un'azienda spagnola costruttrice di autocarri e di autobus di categoria media o leggera con fabbriche a Barcellona, Madrid, e Avila.
Negli anni ha prodotto anche veicoli a trazione integrale,  veicoli d'utilità e trattori agricoli.

## Storia
La capogruppo della Ebro, la Motor Ibérica, fu fondata nel 1954 per costruire su licenza autocarri della Ford britannica e precisamente il Ford Thames Trader. 
Alla fine degli anni '60 e ai primi degli anni '70 l'azienda produsse su licenza ben quattro veicoli leggeri spagnoli: Fadisa, (furgoni Alfa Romeo), Aisa (camion Avia), Siata (minivan derivati da automobili) e Viasa (veicoli commerciali 4x4 su base Jeep), oltre a essere la filiale spagnola della fabbrica di motori diesel inglese Perkins.
Nel 1979, in piena recessione, la Massey-Ferguson, che deteneva il 36% delle azioni di Motor Iberica, le vendette alla Nissan che iniziò la produzione del suo fuoristrada Patrol e dei furgoni leggeri Vanette. 
Nel 1987 il nome della società venne modificato in Nissan Motor Iberica SA.

## La ripresentazione del marchio
Come in altri casi del settore automobilistico, il marchio, facente parte del gruppo EV Motors, è stato ripreso per nuove iniziative.
Il 26 maggio del 2023, è stato presentato al salone dell'auto di Barcellona il prototipo di un pick-up elettrico da costruire nella ex fabbrica Nissan situata nella capitale catalana: evento che segna la rinascita del marchio.
Ad aprile 2024 viene siglato un accordo con la cinese Chery, per la produzione di auto elettriche nell'ex stabilimento Nissan, nella zona franca di Barcellona: oltre alla costruzione di due modelli del marchio cinese, l'intesa prevede il rilancio del marchio Ebro ed i primi prodotti ad arrivare sul mercato saranno due Suv, seguiti dal pick-up elettrico e dal van.

## Galleria d'immagini

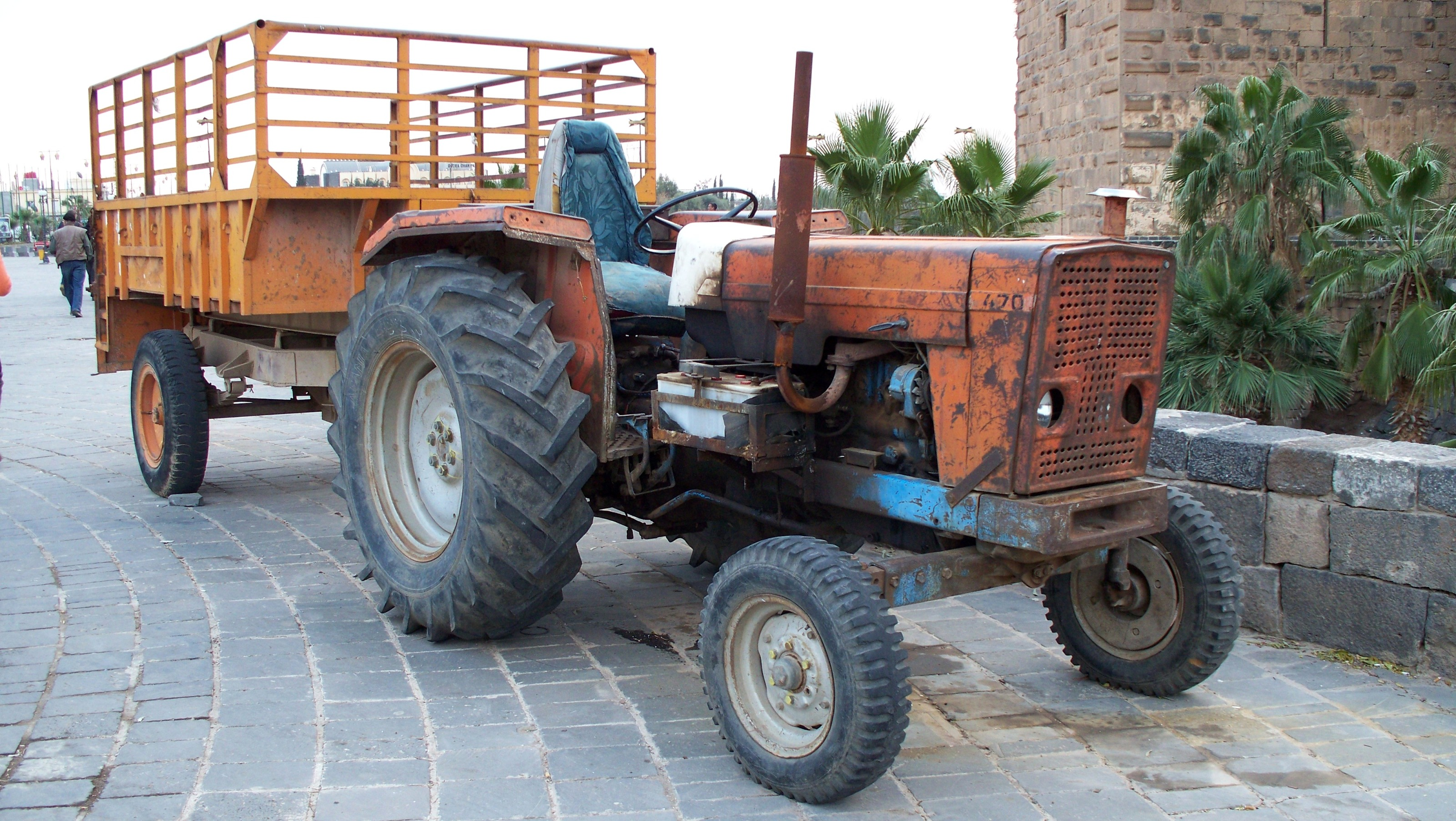
Trattore Ebro 470
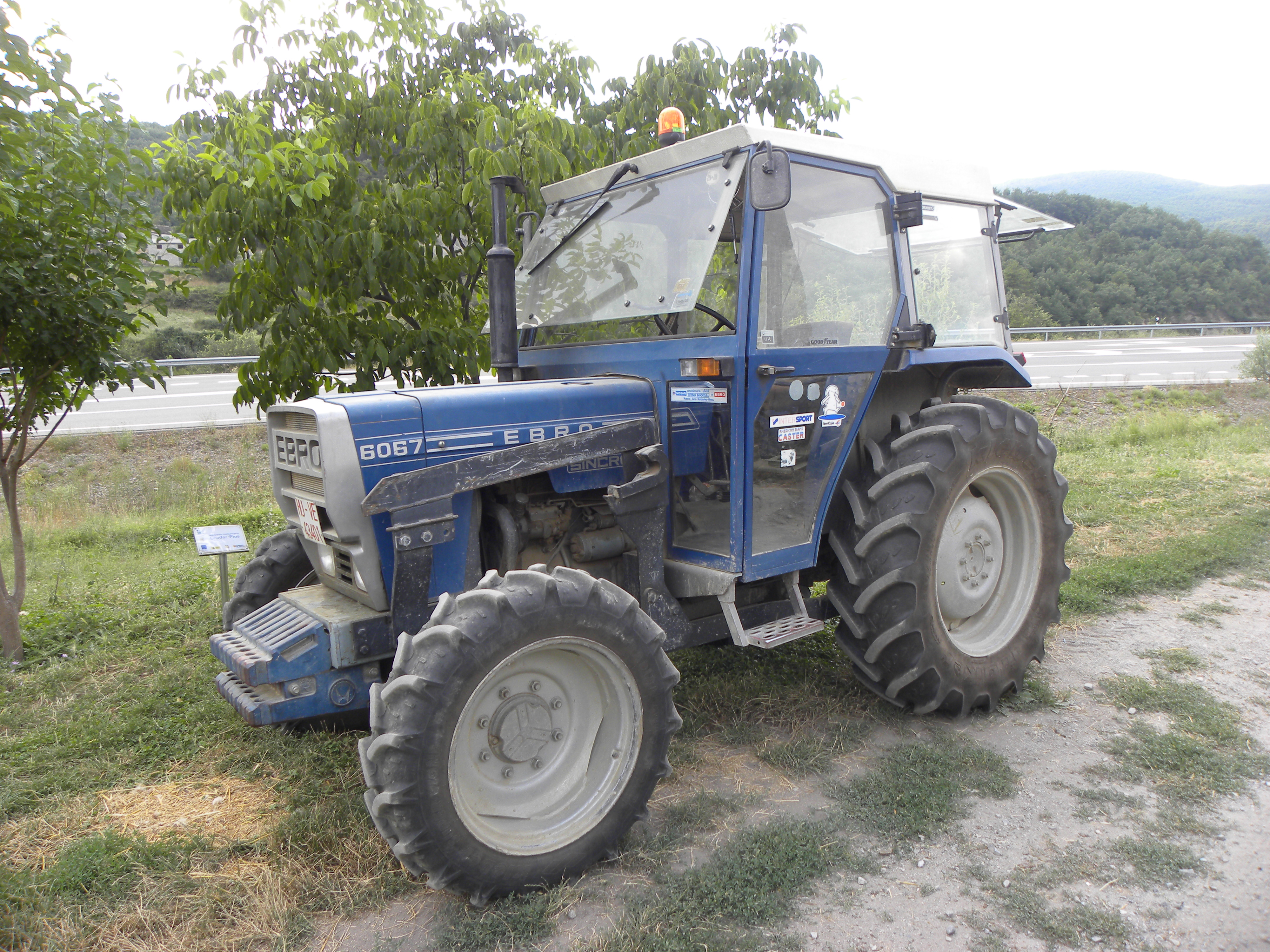
Trattore Ebro 6067
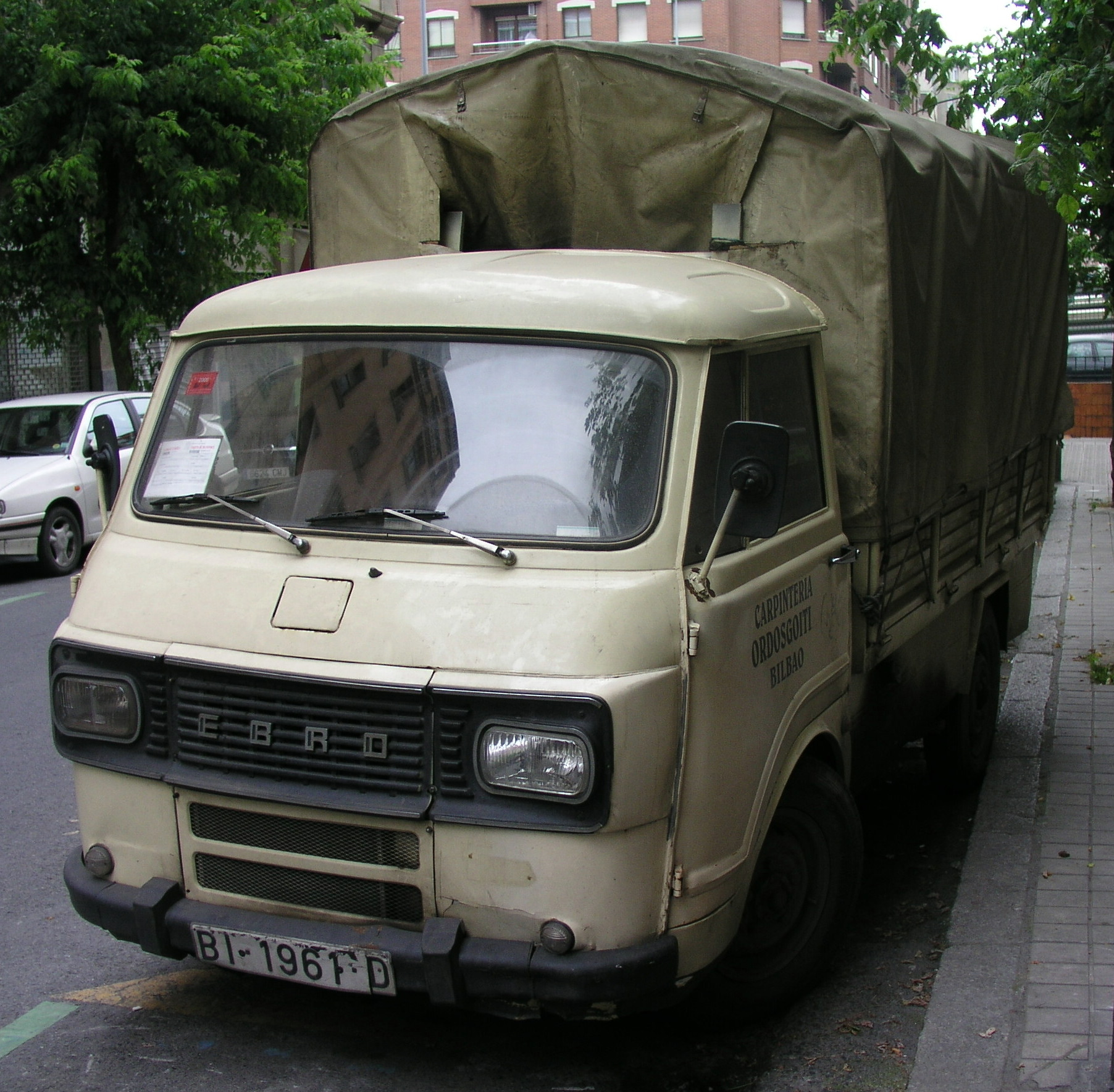
EBRO F-108
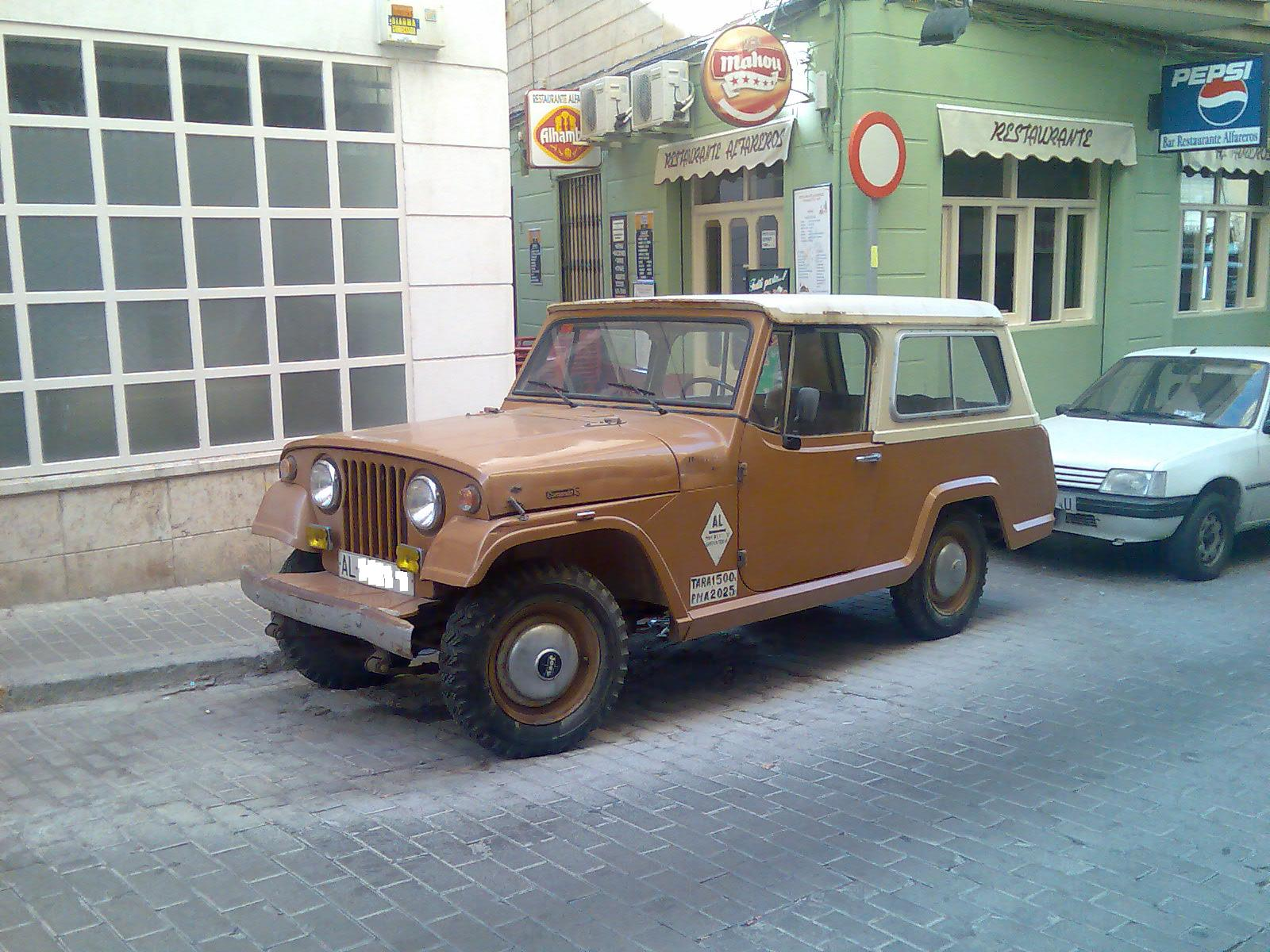
Ebro Jeep Comando